# 시에라츠군

우치주 지도에 표시된 시에라츠군의 위치

시에라츠군(폴란드어: powiat sieradzki)은 폴란드 우치주에 위치한 군으로 군청 소재지는 시에라츠이며 면적은 1,491.04km2, 인구는 121,013명(2006년 기준), 인구 밀도는 81명/km2이다.
북쪽으로는 포뎅비체군, 비엘코폴스카주 투레크군, 동쪽으로는 즈둔스카볼라군, 와스크군, 남쪽으로는 비엘룬군, 남서쪽으로는 비에루슈프군, 서쪽으로는 비엘코폴스카주 오스트셰슈프군, 칼리시군과 접한다. 11개 지방 자치체(1개 도시, 3개 도시형 농촌, 7개 농촌)를 관할한다.

군기
군 문장